# American Journal of International Law
The American Journal of International Law es una revista académica en inglés que se especializa en el derecho internacional. Se publica trimestralmente desde 1907 por la Sociedad Estadounidense de Derecho Internacional (ASIL) y Cambridge University Press. Es una de las dos principales revistas académicas en derecho internacional junto con el European Journal of International Law.
La Revista publica, principalmente, unos pocos artículos de investigación por número. Como complemento, publica resúmenes y análisis de decisiones de tribunales nacionales e internacionales y de tribunales arbitrales o de otro tipo, y análisis de la práctica estadounidense contemporánea en derecho internacional. 
Cada número enumera publicaciones recientes en inglés y otros idiomas, muchas de los cuales son objeto de ensayos de análisis. 
Anteriormente, la revista publicaba materiales primarios de texto completo de importancia en el campo del derecho internacional.
La historia y las contribuciones de la Sociedad Estadounidense de Derecho Internacional al derecho internacional se describen en Frederic L. Kirgis, The American Society of International Law's First Century: 1906-2006 " (Brill, 2006).
Según Journal Citation Reports, la revista tiene un factor de impacto de 1,667 en 2014, lo que la ubica en el puesto 14 entre 85 revistas en la categoría "Relaciones internacionales".

## Métricas de revista
2022
- Web of Science Group : 3.091
- Índice h de Google Scholar: 79
- Scopus: 1,467